# Thuiaria sachalini
Thuiaria sachalini is een hydroïdpoliep uit de familie Sertulariidae. De poliep komt uit het geslacht Thuiaria. Thuiaria sachalini werd in 1914 voor het eerst wetenschappelijk beschreven door Kudelin. 